# سایمالی (چیلدیر)
سایمالی (به ترکی استانبولی: Saymalı) یک منطقهٔ مسکونی در ترکیه است که در چیلدیر واقع شده‌است.